# قوة الأمل
قوة الأمل (بالفرنسية: Force Espoir) هو حزب سياسي في بنين بقيادة أنطوان ديوري. في الانتخابات الرئاسية التي أجريت في 5 مارس 2006، فاز الحزب بنسبة 1.25٪ من الأصوات لمرشحه أنطوان ديوري. في الانتخابات البرلمانية التي أجريت في 31 مارس 2007، فاز الحزب بمقعدين من أصل 83 مقعدًا.